# Église Sainte-Marie de Lonzac
L'église Sainte-Marie est une église catholique située à Lonzac, en France.

## Localisation
L'église est située dans le département français de la Charente-Maritime, sur la commune de Lonzac.

## Historique
L'église Sainte-Marie est commandée et financée par Jacques Galiot de Genouillac entre 1520 et 1530 afin d'abriter le tombeau de sa première épouse, Catherine d'Archiac, dame de Lonzac.

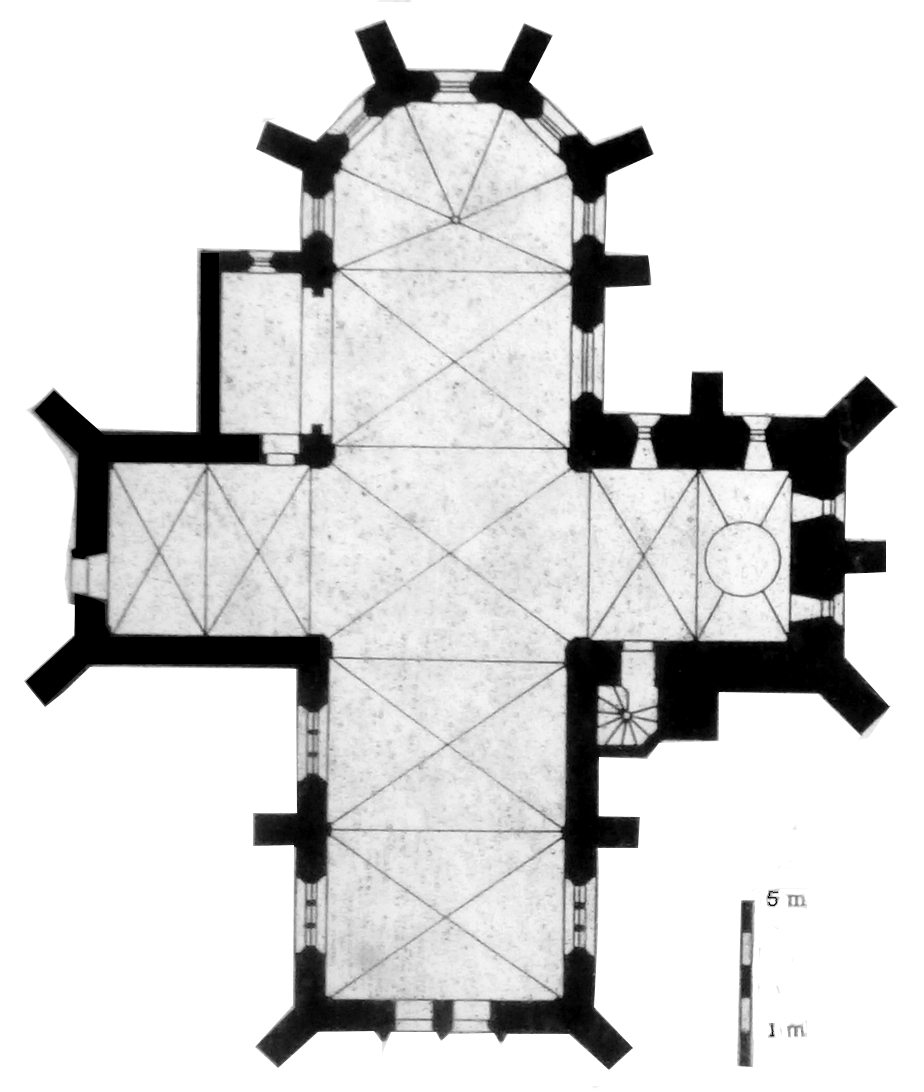
En plan.

## Description

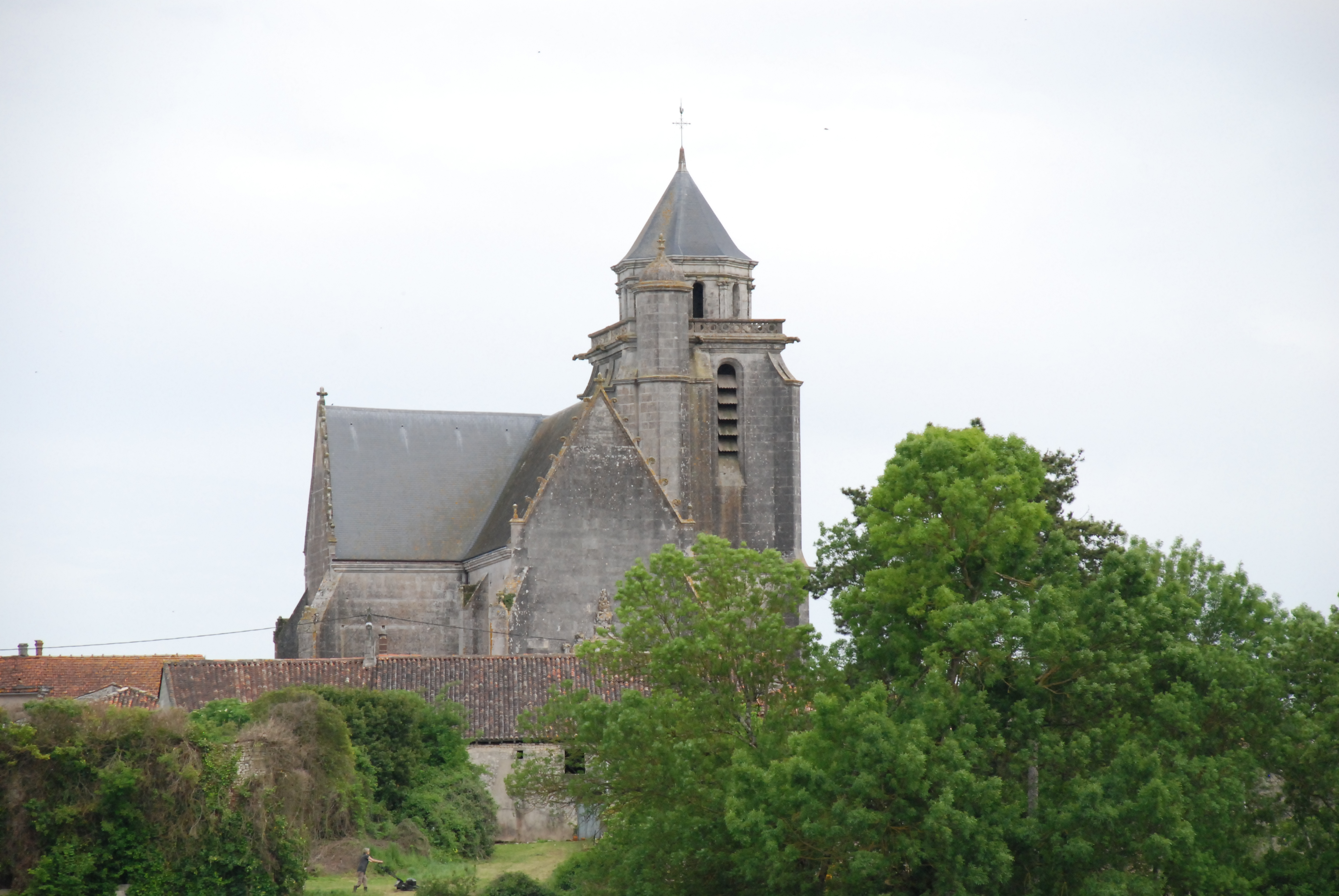
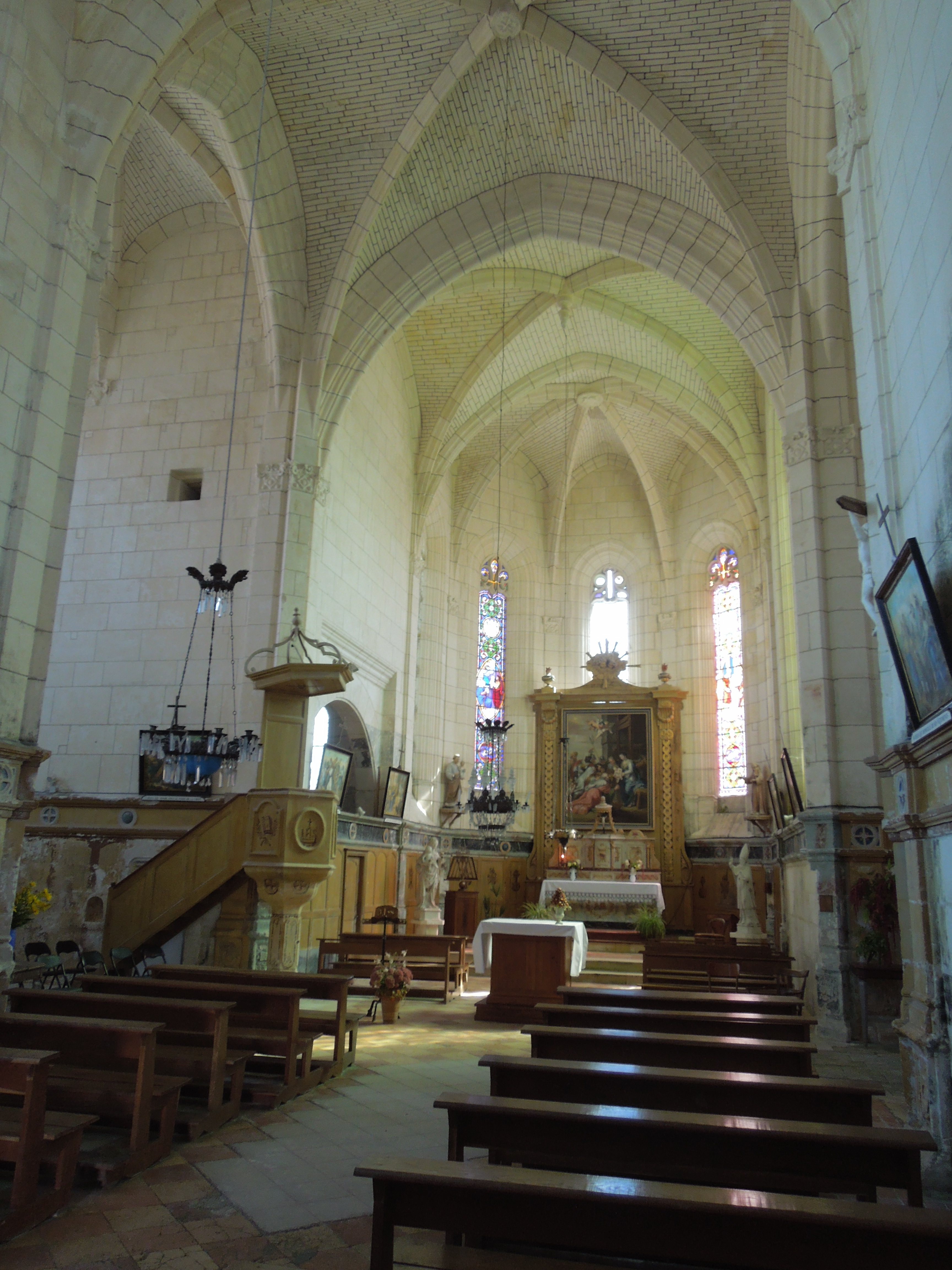
La nef,
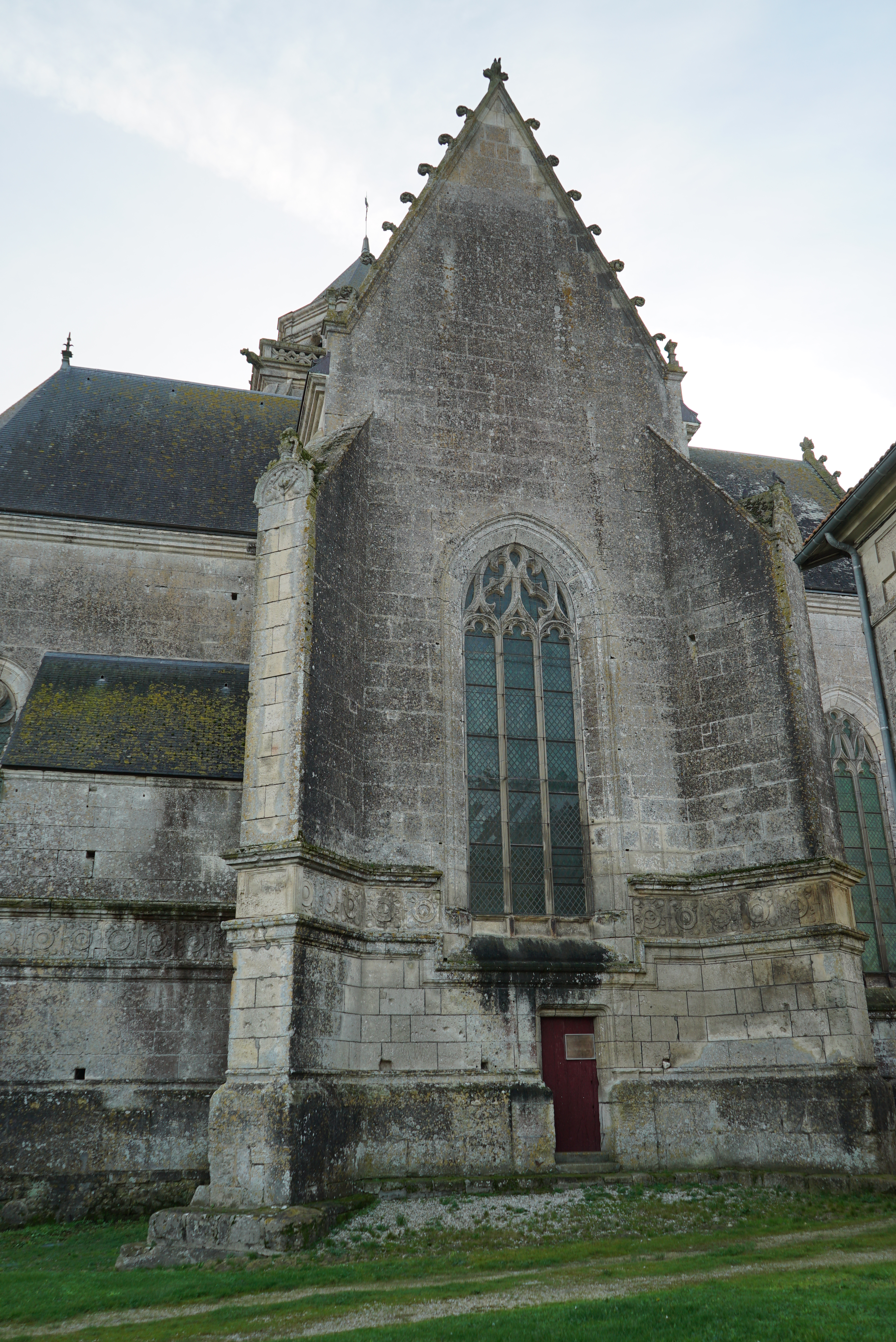
portail,
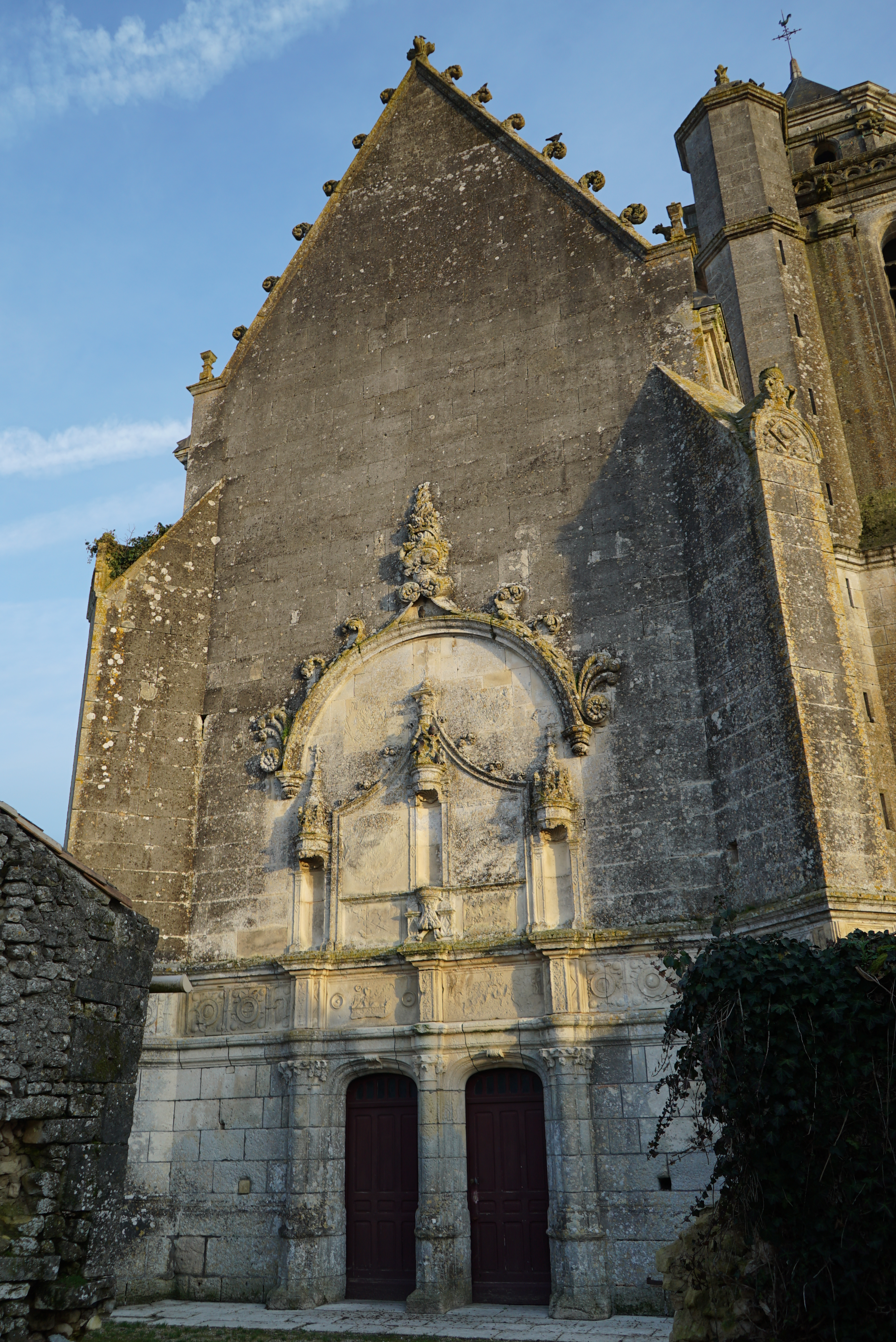
portail double,
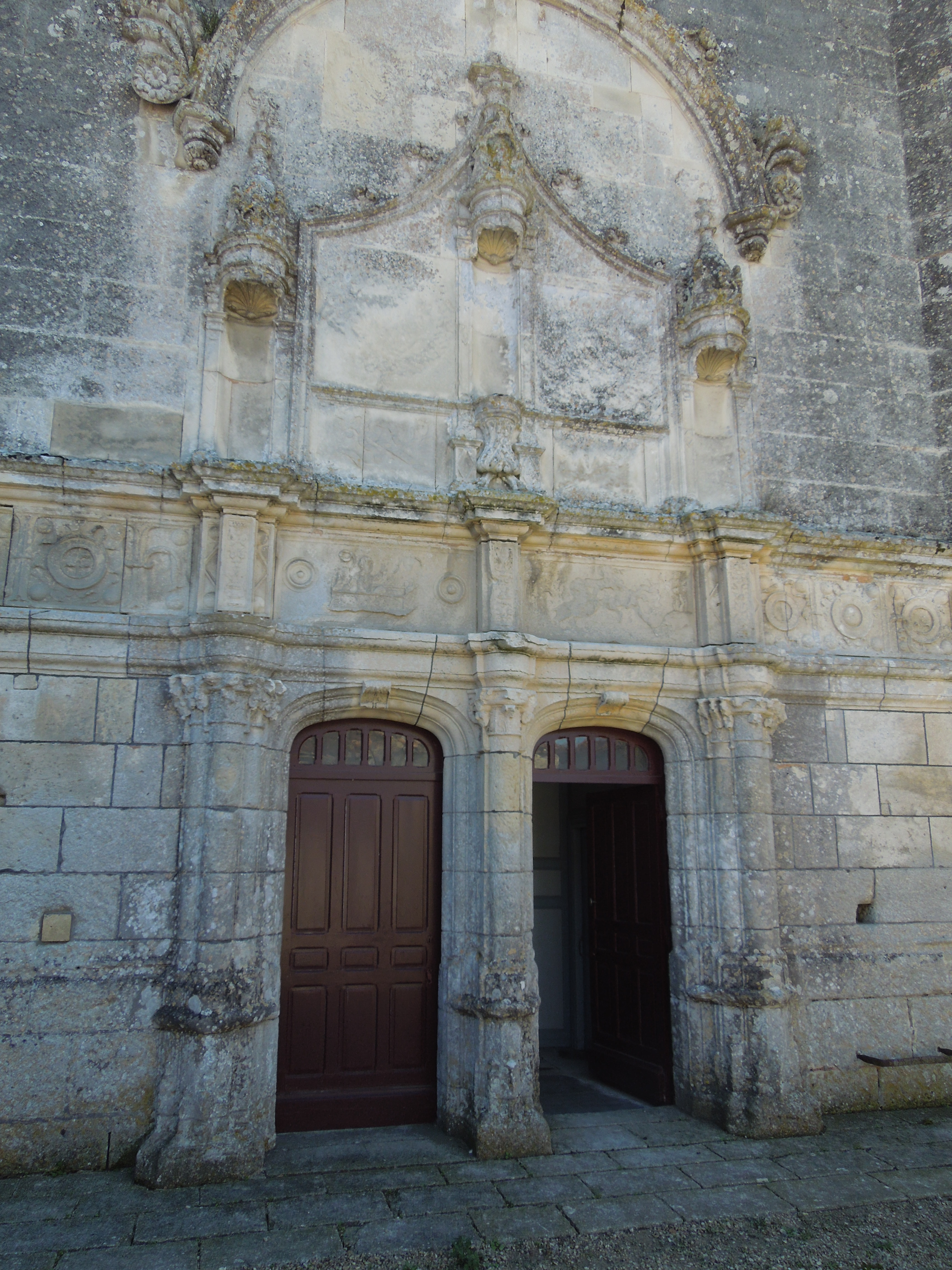
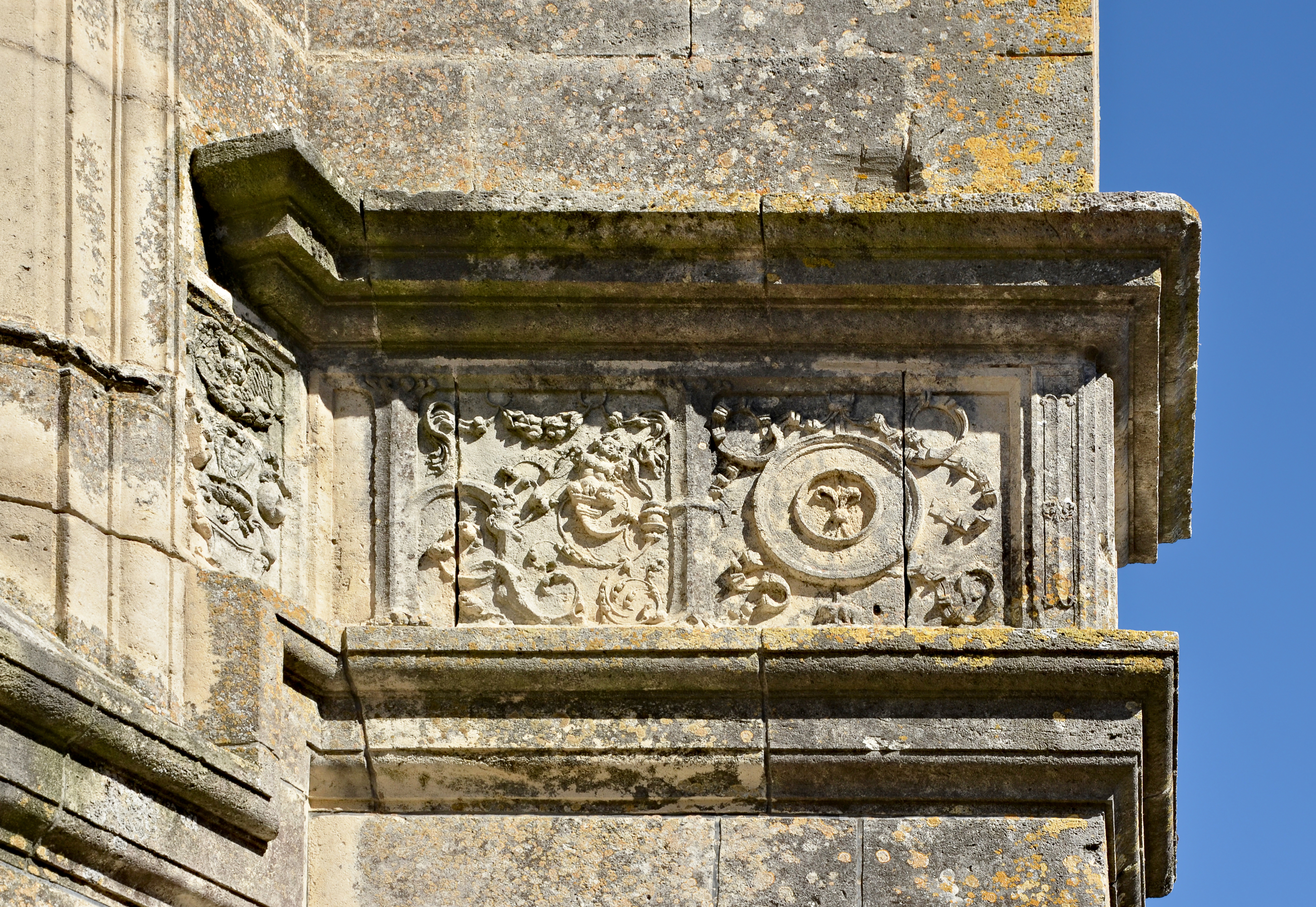
gravure extérieure.
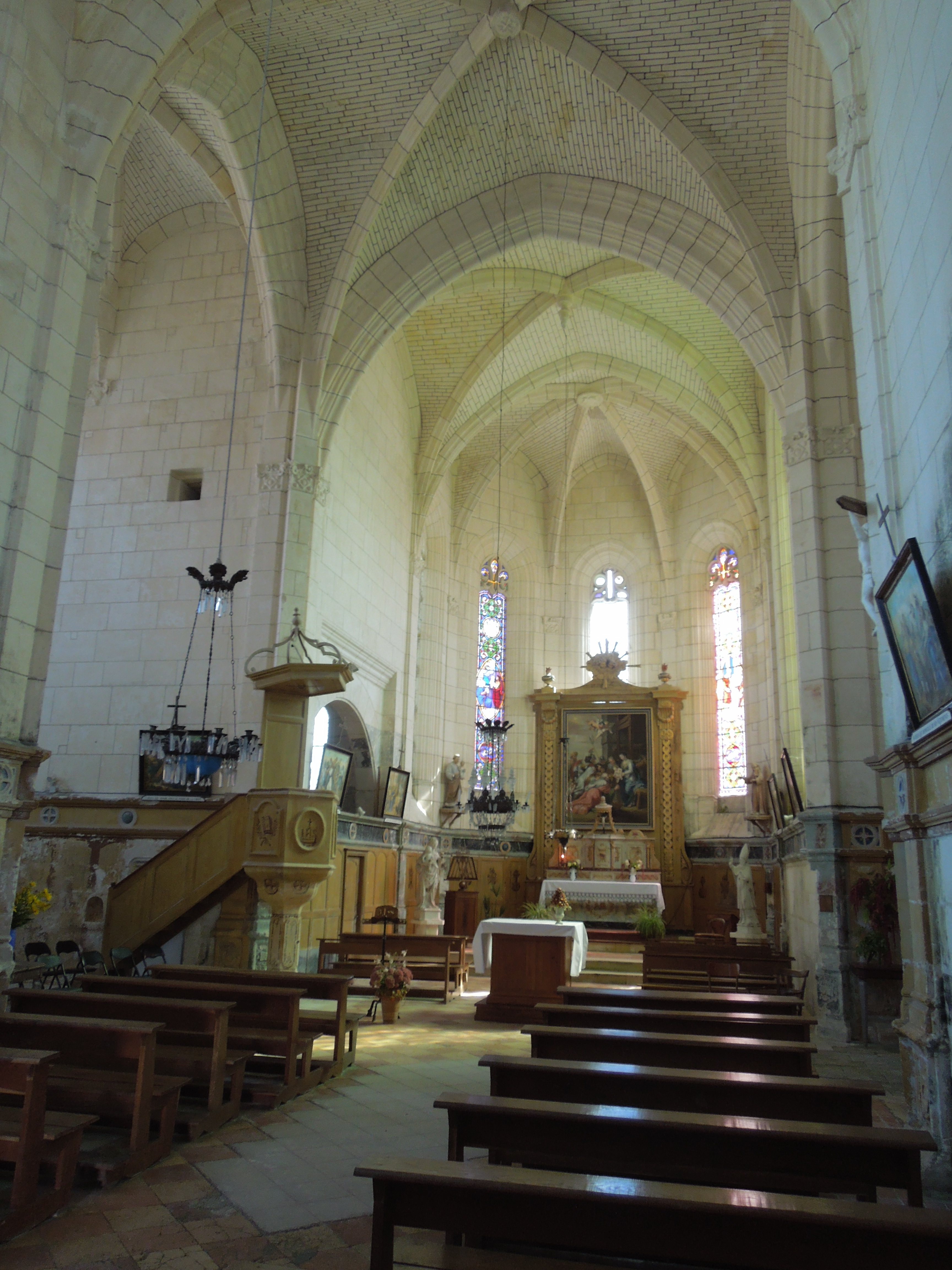
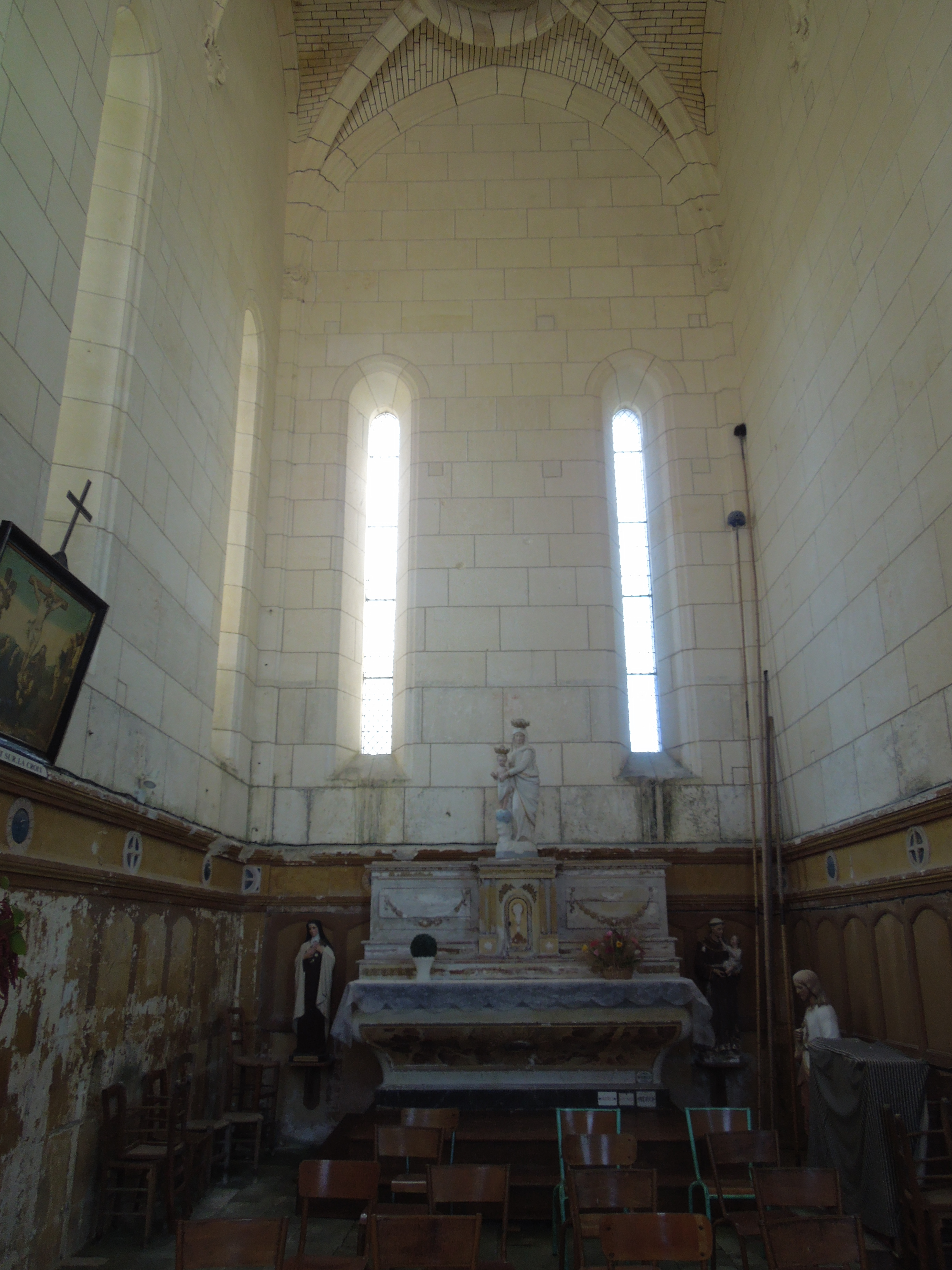

## Protection
L'église Sainte-Marie est classée au titre des monuments historiques en 1907. 